# Kento Yamasaki
Kento Yamasaki (en japonés: 山﨑賢人, Yamasaki Kento; 17 de diciembre de 1992) es un deportista japonés que compite en ciclismo en la modalidad de pista. Ganó una medalla de oro en el Campeonato Mundial de Ciclismo en Pista de 2024, en la prueba de keirin.

## Medallero internacional
| Campeonato Mundial | Campeonato Mundial   | Campeonato Mundial | Campeonato Mundial |
| Año                | Lugar                | Medalla            | Competición        |
| ------------------ | -------------------- | ------------------ | ------------------ |
| 2024               | Ballerup (Dinamarca) | Medalla de oro     | Keirin             |